# اوزباشی (پوسوف)
اوزباشی (به ترکی استانبولی: Özbaşı) یک منطقهٔ مسکونی در ترکیه است که در پوسوف واقع شده‌است.